# Phlegmariurus weberbaueri
Phlegmariurus weberbaueri är en lummerväxtart som först beskrevs av Hermann Nessel, och fick sitt nu gällande namn av B. Øllg. Phlegmariurus weberbaueri ingår i släktet Phlegmariurus och familjen lummerväxter. Inga underarter finns listade i Catalogue of Life.